# Ангел (альбом Олега Винника)
Ангел — перший студійний альбом українського співака Олега Винника, випущений у 2011 році. Альбом ознаменував початок сольної кар'єри співака після повернення з Німеччині, де він виступав переважно у мюзиклах. Всі пісні альбому російською мовою .
Презентація альбому відбулась 14 грудня 2011 року у ресторані Amber у Києві .

## Список композицій
Автор музики та пісень до усіх композицій  — Олег Винник.
| #   | Назва                | Тривалість |
| --- | -------------------- | ---------- |
| 1.  | «Ангел»              | 3:49       |
| 2.  | «Лишь Ты Одна»       | 4:11       |
| 3.  | «Аромат Моей Любви»  | 4:08       |
| 4.  | «Сильная Женщина»    | 3:46       |
| 5.  | «Птица»              | 4:05       |
| 6.  | «Пленник»            | 3:32       |
| 7.  | «Кто тебе сказал»    | 3:42       |
| 8.  | «Я вернусь»          | 2:59       |
| 9.  | «Как Будто Нежность» | 3:11       |
| 10. | «Каменная Ночь»      | 3:17       |
| 11. | «Тихо Плакала Мать»  | 3:56       |
| 12. | «Старое Зеркало»     | 3:22       |
| 13. | «Может Быть»         | 4:22       |
| 14. | «День Рождения»      | 3:27       |
| 15. | «С Новым Годом»      | 3:00       |